# なるにはブックス
なるにはブックスは、ぺりかん社から1971年より刊行されている青少年向けの職業案内本シリーズ。

## 刊行リスト
- 藤井久子『環境技術で働く』2012年。補巻11。
- 山村尭、井草隆雄、内藤一郎『パイロットになるには』1971年。
  - 井草隆雄 [ほか]著「パイロットになるには』1981
- 上条逸雄『スチュワーデスになるには』1971年。
- 岸田幸子『デザイナーになるには 1 ファッション・デザイナー』1972年。
- 平敷勝美、吉田基二、栗田晃穂『船長になるには』1972年。
  - 編著：平敷勝美『船長になるには』1980年。
- TBSアナウンス室『アナウンサー・D.Jになるには』1972年。
  - 北村隆『アナウンサーになるには』1983
- 松山朋頼『美容師になるには』1972年。
  - 松山朋頼『美容師・理容師になるには』1983
- 編：松島駿二郎『探検家になるには』1972年。
  - 黒岩健『探検家・登山家になるには』1978年。
- 編著：石子順造『マンガ家・イラストレーターになるには』1972年。
- 執筆：佐藤忠男、波多野哲朗、山根貞男 / 編著：佐藤忠男『映画監督・TVディレクターになるには』1973年。
- 北村晴男『デザイナーになるには 2 グラフィック・工業デザイナー』1975年。
- 伊藤正治、泰幸大、青柳精一『医師・薬剤師になるには』1975年。
  - 谷みゆき, 林正秀『医師・歯科医師になるには』1981
- 栗田晃穂『通訳になるには』1975年。
- 谷みゆき、川島みどり、木下安子『看護婦・保健婦になるには』1975年。
- 編著：田辺敦子、大橋謙策『保母・社会福祉主事になるには』1976年。
- 藤原真昭、大和田勤次、河村信広『調理士・栄養士になるには』1976年。
  - 藤原真昭『栄養士になるには』1980年。
  - 編著：大阪あべの辻調理師専門学校『調理師になるには』1980年。
- 栗田晃穂『俳優・歌手になるには』1976年。
- 栗田晃穂『公務員になるには』1977年。
- 編著：野村二郎『裁判官・弁護士・検事になるには』1977年。
- 竹内淳子『工芸家になるには 1 (染織・人形)』1977年。
- 編著：田村稔『エンジニアになるには 1』1977年。
- 編著：金子量重『司書・学芸員になるには』1977年。
- 野村二郎、料治直矢『新聞・放送記者になるには』1977年。
- 菊地香弥、寺沢康夫『コンピュータ技術者になるには』1978年。
- 栗田晃穂『鉄道員になるには』1978年。
- 大村立三『外交官になるには』1978年。
- 菊地香弥『会計士・税理士・不動産鑑定士になるには』1978年。
- 横山昇司、押川裕昭『整備士になるには』1978年。
- 工藤昌男、丸山剛司『学術研究者になるには』1978年。
- 藤岡藤也『建築技術者になるには』1979年。
- 編著：矢倉久泰、板垣雅夫『教師になるには』1979年。
- 栗田晃穂『作曲家・演奏家になるには』1979年。
- 田中雅夫『カメラマンになるには』1979年。
- 編著：野原一夫『作家になるには』1980年。
- 菊地香弥『セールスマンになるには』1980年。
- 大久保昭三『政治家になるには』1980年。
- 関口義『医療技術者になるには』1981
- 山本隆太郎『印刷・製本技術者になるには』1981
- 北村由雄『美術家になるには』1981
- 河村幸一郎『貿易商社マンになるには』1981
- 大塚清吾『工芸家になるには 2 陶磁工・木工・漆工・金工』1981
- 植田康夫『編集者になるには』1981
- 小圷覚『漁業技術者になるには』1981
- 千原信彦 編著『農業経営者になるには : 付・林業』1981
- 栗山実 [ほか]著『公害防止管理者・環境計量士・作業環境測定士になるには』1981
- 鈴木卓郎, 開真 著『警察官・消防官になるには』1982
- 井上昭正『国際協力専門家になるには』1982
- 佐貫百合人『伝統芸能家になるには』1982
- 鎌江真五『東洋医療技術者になるには』1982
- 高田城, 千葉節子 著『声優になるには』1983
- 片岡弘『コピーライターになるには』1983
- 森秀男『俳優になるには』1983